# Мауро Джуліані

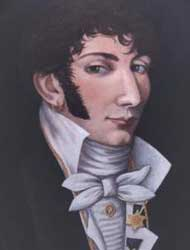
Портрет Мауро Джуліані

Мауро Джуліані (італ. Mauro Giuseppe Sergio Pantaleo Giuliani, 27 липня 1781 — 8 травня 1829) — італійський гітарист, композитор, віолончеліст та педагог. Автор трьох концертів для гітари з оркестром, камерних творів для гітари, пісень з гітарним або фортепіанним акомпанементом тощо. Його твори для гітари сприяли розвиткові віртуозної гітарної техніки. Спеціально для Джуліані написав кілька гітарних п'єс Бетховен, який високо цінував його мистецтво.
Гастролював у багатьох європейських країнах, а також у Російській імперії. Працював у Парижі, Відні та інших місцях.
Михаїл Джуліані (1801–1867), який у двадцятих роках XIX століття викладав вокал у Росії,— це його син (справжнє ім'я, мабуть, не Михаїл, а Міккеле), що був не тільки співаком, а також, як і батько, гітаристом і композитором (від 1850 року — в Паризькій консерваторії).

## Біографія
Спочатку Мауро Джуліані навчався теорії музики та грі на флейті, скрипці та віолончелі, проте незабаром зацікавився гітарою та почав вчитися грати на ній. Оскільки зробити кар'єру концертуючого гітариста в Італії було важко через малої зацікавленності публіки до цього інструмента та через існування великої кількості чудових гітаристів, міцно займавших концертні сцени (у тому числі Фердинандо Каруллі), Джуліані у 1806 році перебрався до Відня, де швидко завоював репутацію одного з найкращих гітаристів Європи та гарного композитора.